# Manuel Henrich i Girona
Manuel Henrich i Girona (Barcelona, 14 d'octubre de 1851 – Caldes de Montbui, 13 de juny de 1925) fou un industrial i polític català, alcalde de Barcelona i diputat a les Corts Espanyoles durant la restauració borbònica

## Biografia
Fill de Pau Henrich i Prat, de Barcelona, i d'Esperança Girona i Agrafel, també de Barcelona i filla d'Ignasi Girona i Targa. Va estudiar enginyeria a Madrid i tornà a Barcelona, on va treballar com a impressor a la societat Narcís Ramírez i Cía, de la que el 1878 en fou director amb el nom de Sucesores de N. Ramírez y Cía. El 1881 va adquirir La Crónica de Cataluña. El 1889 s'encarregà de la impressió de La Publicidad, de la que en va posar en marxa la primera rotativa i hi afegirà un fotogravat i heliografia. Va participar en el Congrés Internacional Literari de 1893 i el 1912 també fou un dels fundadors de la Federación Nacional de las Artes del Libro.
Políticament, fou membre de la Diputació de Barcelona entre 1878 i 1880. Fou elegit diputat per Figueres a les eleccions generals espanyoles de 1881 pel Partit Liberal Fusionista, i formà part de la delegació de diputats liberals catalans que el 1881 s'entrevistà amb el ministre d'hisenda Camacho demanant-li la retirada de les mesures econòmiques lliurecanvistes. Fou membre novament de la Diputació de Barcelona pel districte Granollers-Afores el 1888-1892, vicepresident de la diputació provincial i alcalde de Barcelona de l'u d'abril de 1893 a l'u de gener de 1894.